# Aelurillus bosmansi
Aelurillus bosmansi är en spindelart som beskrevs av Galina N. Azarkina 2006. Aelurillus bosmansi ingår i släktet Aelurillus och familjen hoppspindlar. Inga underarter finns listade i Catalogue of Life.